# Fox Pop
Pour plus de détails, voir Fiche technique et Distribution.
Fox Pop est un dessin animé Merrie Melodies de Leon Schlesinger Studios réalisé par Chuck Jones (nommé « Charles M. Jones » sur le film original). Le cartoon est sorti le 5 septembre 1942. Il met en vedette un personnage de renard roux.
À l'écoute d'une annonce à la radio vantant la mode du renard argenté autour du cou des femmes attrayantes, un jeune renard roux sentimental cherche à se faire passer pour l'un d'eux, se revêt d'une couche de peinture puis se laisse prendre dans un piège et emmener dans un élevage de vrais renards argentés. Il finit par comprendre qu'il y perdra la vie s'il reste. Il s'en échappe, mais est poursuivi par les chiens du chasseur. Il s'en tire de justesse, puis massacre la radio « scélérate ».

## Synopsis
Depuis la forêt, un animal sinistre, dont on ne voit que la silhouette, semble vouloir s'attaquer à un habitant âgé d'une maison, en train d'écouter paisiblement la radio. La bête s'en approche de plus en plus vite, puis s'immobilise sur le seuil, comme s'il allait attaquer le vieil homme à la pipe. Soudain, dans une course folle, le petit renard roux (qui était cette bête) s'empare de la radio et retourne en courant dans la forêt. Là, à l'aide d'une hache, il fait voler la radio en éclats. Deux corbeaux perchés depuis un arbre l'interroge sur l'origine de sa rage contre l'appareil. Le renard leur raconte alors son histoire en flashback.

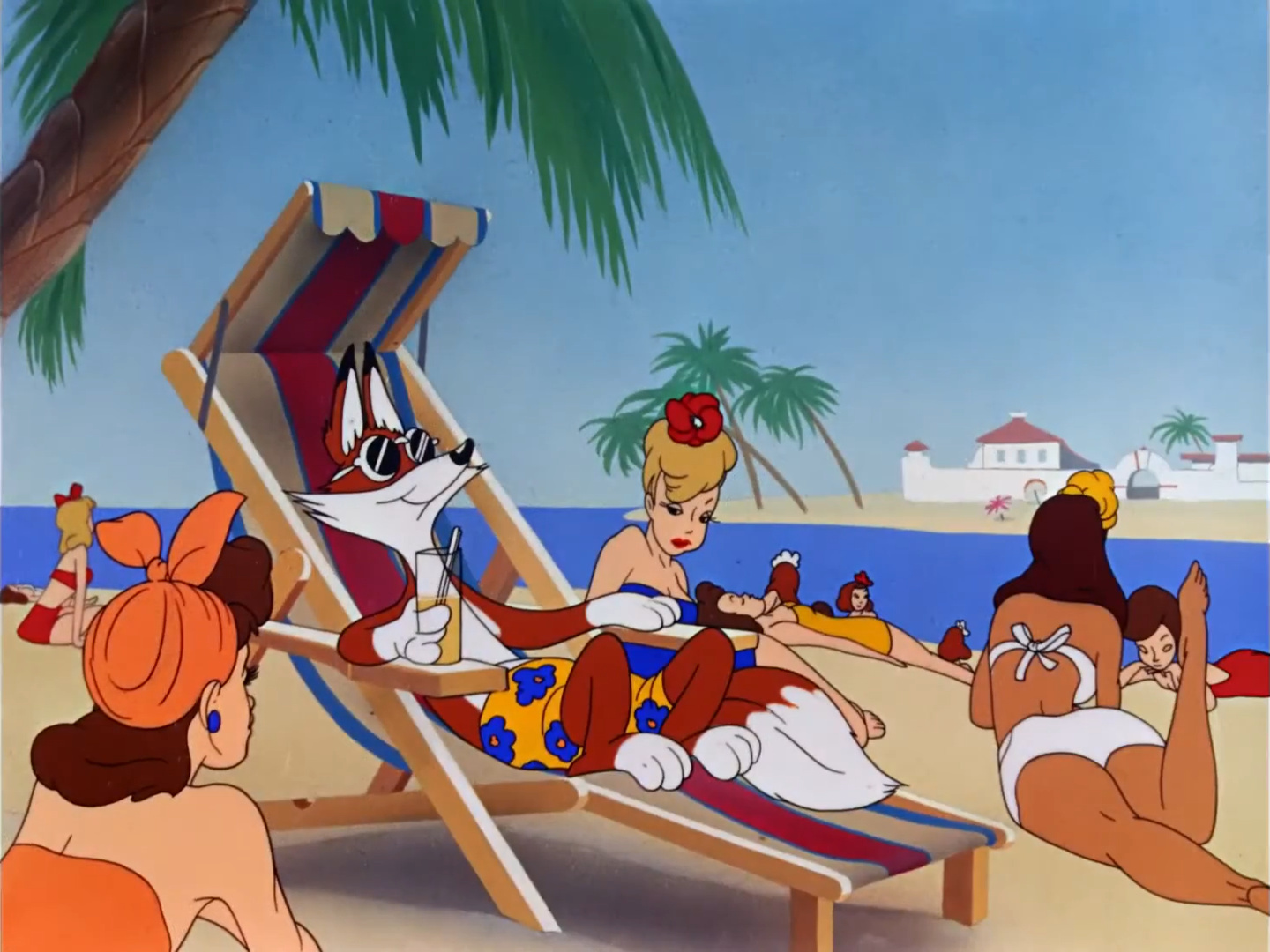
Le petit renard roux se voit déjà en grande vedette en train de bronzer sur une plage réputée de Miami.

Alors que le renard fait délicatement son choix de nourriture dans les poubelles, il entend la publicité de la radio allumée d'une maison. Cette publicité vante le dernier chic de la mode actuelle : le renard. N'ayant pas compris qu'il s'agit de vêtements en fourrure de renard, il s'imagine être la coqueluche de l'année dans les lieux huppés, jusqu'à se croire admiré enroulé au cou des dames, alors qu'il se méprend sur le discours de l'annonceur. À la place de l'adoratrice qu'il croit embrasser, il se retrouve avec un tronc dans les bras.
Il court à l'adresse où se trouverait l'élevage de renards le plus recherché : la ferme d'élevage de renards argentés Sterling.

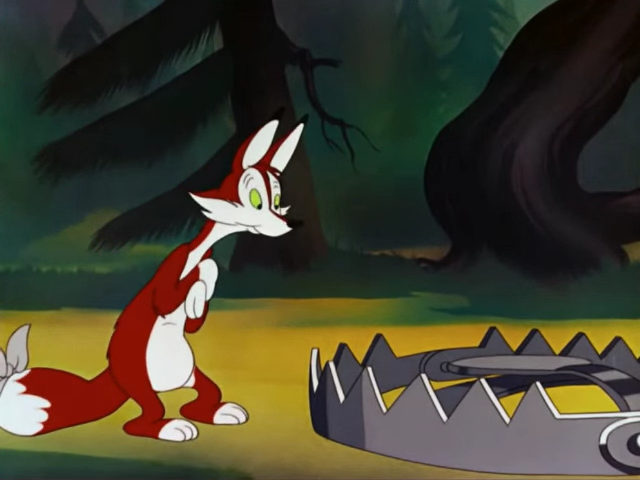
Le renard roux inspecte le piège.

Pour y rentrer, il décide de se faire prendre à un énorme piège qui se déclenche en pressant un élément central. Le petit renard est d'abord prudent et y touche à peine, puis il prend son élan et saute directement dessus, en plongée. Malgré tout le poids du renard, le piège ne fonctionne pas. Il a beau s'y reprendre à nouveau, de toutes les façons, rien ne se déclenche. Mais au moment où il abandonne, dépité, le piège se referme. Le renard pleure de rage. Il se reprend, glisse le bout de sa queue entre les mâchoires et imite le cri de la bête blessée, ce qui attire le trappeur. Mais ce dernier (qui a un fort accent), l'éjecte parce qu'il n'est pas un renard argenté. Le renard se retrouve propulsé dans un tas de ferraille de boîtes usagées. Il remarque qu'une de ses pattes trempe dans une boîte de peinture d'argent, ce qui lui donne l'idée de se couvrir de peinture afin de se faire passer pour un de ces renards argentés. Son stratagème fonctionne et il est redécouvert dans le piège par le trappeur, qui lui dit qu'il sera vite vendu à Mrs. Van Dough.

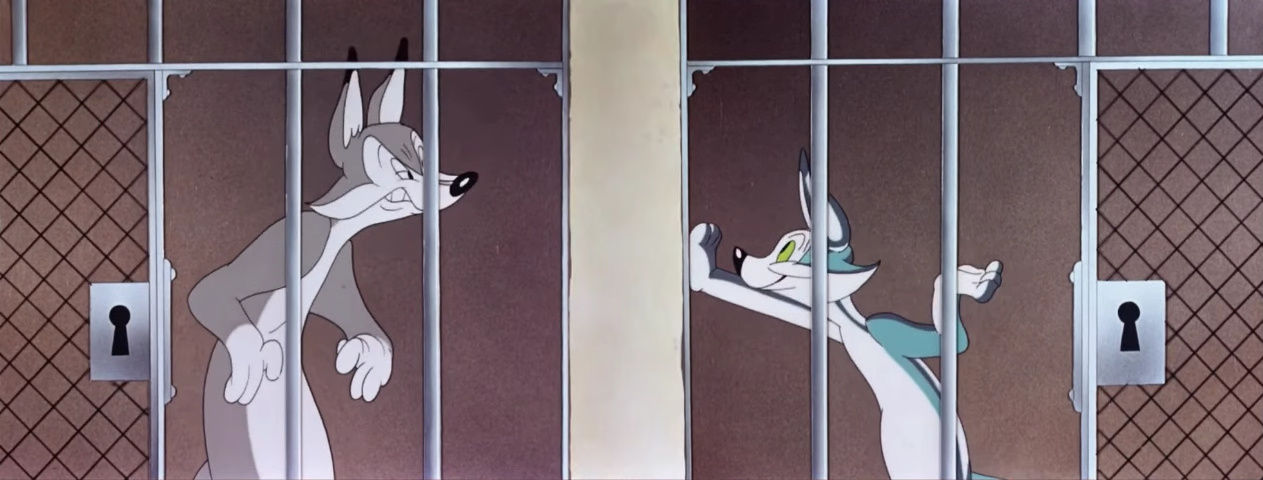
Le renard dit à son voisin de cellule qu'il veut rester (montage).

Dans une des cages (des cellules de prison !) de la ferme, il est pris à partie par un vrai renard argenté voisin qui a préparé une évasion générale avant que tous les renards ne soient abattus. Le renard roux se méprend sur le sens du geste de décapitation qui lui est adressé. Il est plutôt content de rester car il croit que la dame à laquelle il a été vendu va venir le chercher personnellement. Il dit qu'il ne peut s'échapper sans la clé de sa cage. En réponse, son voisin  mord une grosse lime et crée instantanément la clé. À 9 h, l'heure prévue de la fuite, un coucou habillé en prisonnier sort de l'horloge et affiche successivement un panneau  « À vos marques ! », un panneau « Prêt ? » puis donne le coup de feu du départ avec un gros pistolet.

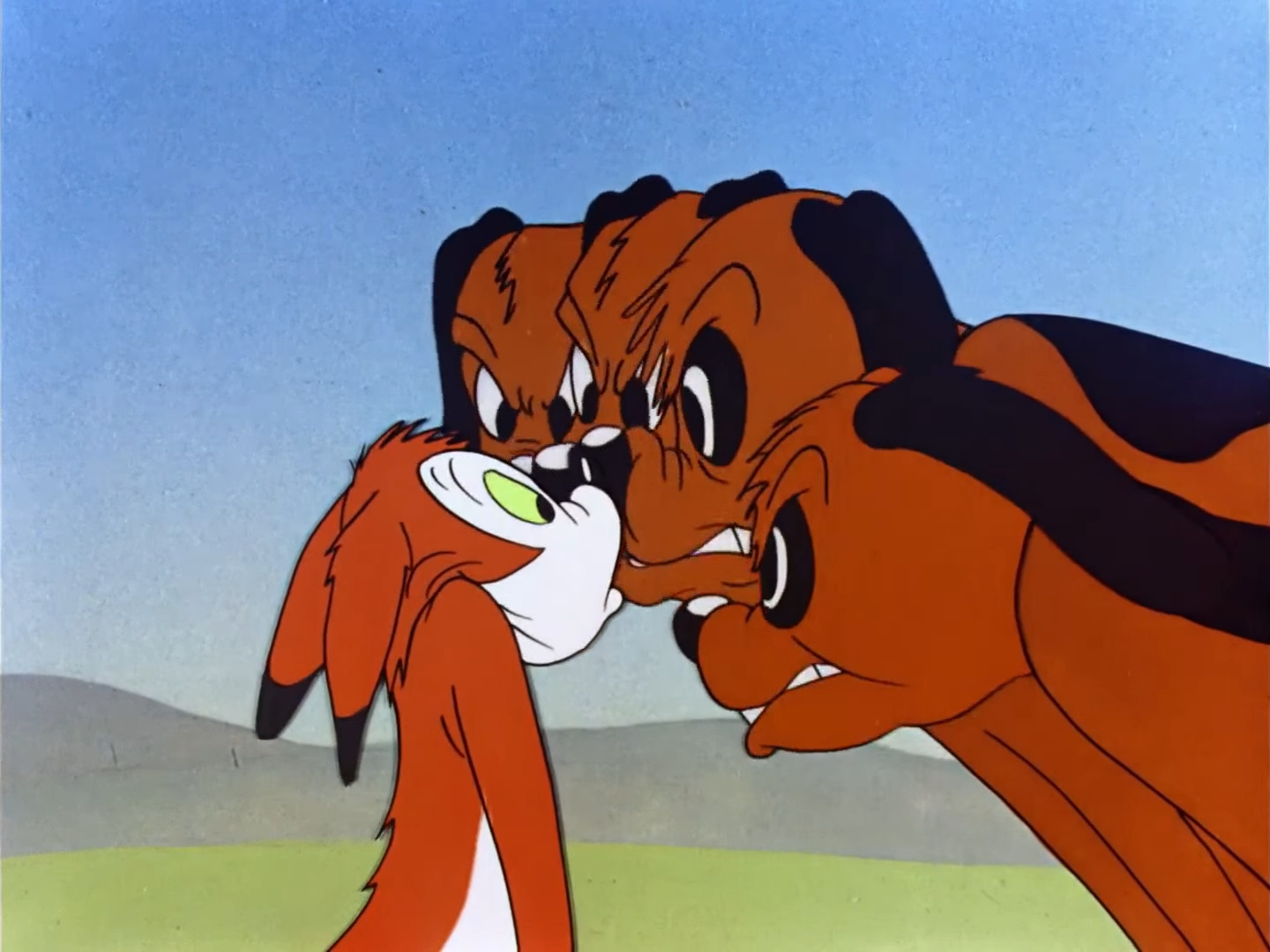
Les chiens de chasse tout près de s'en prendre au renard.

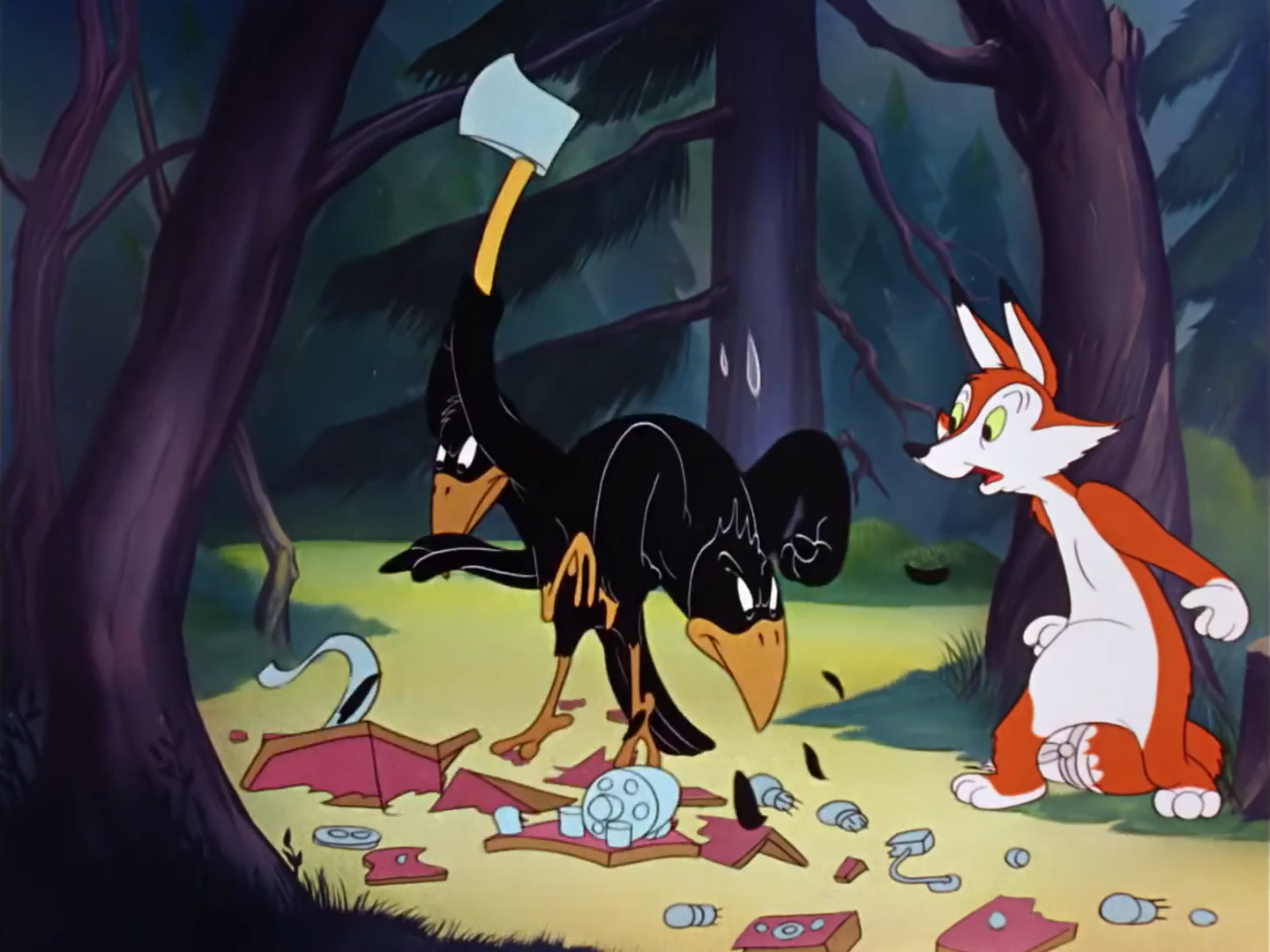
Les corbeaux finissent de détruire le poste de radio après le récit du renard.

Aussitôt, tous les renards sortent en même temps de leurs cages comme des chevaux de course. Dans la cohue, le petit renard est obligé de suivre mais arrive à tromper son voisin : après avoir avancé, il recule jusque dans sa cellule où il s'enferme et jette la clé au loin. C'est alors qu'il voit l'étiquette qui indique qu'il sera transformé en cape de fourrure, puis entend le bruit de la hache aiguisée par le trappeur. Désormais effrayé, il entend le trappeur arriver et veut sortir. Il sort de sa cellule par un espace entre deux barreaux pour prendre la clé, rentre par les barreaux et ouvre la porte afin de... ressortir ! Le trappeur le voit fuir, aussi, il lâche ses chiens de chasse. La course entre eux et le renard tourne à la course de haies avec les barrières des champs. Le renard passe par un tube cannelé qui compresse les chiens qui le suivent, plus grands que lui, sous forme d'accordéons. La course se transforme en nage dans un étang. Le renard perd alors sa peinture. Il pense que les chiens ne voudront plus de lui en voyant qu'il n'est qu'un renard roux sans valeur. Mais la meute n'en a cure et le boxe.
Le récit s'interrompt là. Les corbeaux, ayant tout entendu, prennent le parti du renard et massacrent à leur tour les restes de la radio.

## Fiche technique
Source IMDb
- Réalisateur : Chuck Jones
- Scénario : Tedd Pierce[3]
- Producteur : Leon Schlesinger
- Pays de production : États-Unis
- Musique : Carl W. Stalling (non crédité)
- Montage et effets sonores : Treg Brown (non crédité)
- Distributeurs : Warner Bros.
- Format : 35 mm, couleur Technicolor, 1,37:1 - son mono - procédé cinématographique : sphérique
- Durée : 8 minutes (1 bobine de 200 m)
- Langue : anglais
- Genre : court métrage de dessin animé comique
- Sorties :
  - Warner Bros. : 5 septembre 1942 (États-Unis) (cinéma)
  - Warner Bros. : 28 septembre 1946 (ressortie « Blue Ribbon »)
  - MGM/UA Home Entertaifnment : (États-Unis) (laserdisc)
  - Reel Media International : 2004 et 2007 (Monde) (vidéo)
  - Warner Home Video : 2006 (Canada et États-Unis) (DVD)

### Animation
- Robert Cannon : animateur (seul crédité)
- Phil DeLara : animateur[3]
- Rudy Larriva : animateur
- Ken Harris : animateur
- Ben Washam (en) : animateur
- John McGrew : préparation
- Gene Fleury : décors

## Distribution
Voix originales :
- Mel Blanc : le renard, les corbeaux, le trappeur, les chiens (non crédité)
- Robert C. Bruce : l'annonceur à la radio
- Tedd Pierce : divers (non crédité)
- Frank Graham : le renard prisonnier qui prépare l'évasion

## Chansons et musiques
Aucun nom d'auteur ou de chanson n'apparaît au générique.
- Shortnin' Bread

Classique folklorique, est joué quand le renard recherche de la nourriture.
- While Strolling Through the Park One Day (en)

Classique folklorique par Ed Haley (vaudeville), joué quand le renard marche dans Hollywood Boulevard.
- Old MacDonald Had a Farm

Classique folklorique, est joué quand apparaît le panneau indiquant l'élevage Sterling de renards argentés.
- I'll Pray for You[5]

Musique par Arthur Altman (en), jouée durant le message radiophonique.
- Always in My Heart (Siempre en mi corazón)

Musique par Ernesto Lecuona, jouée quand le renard dit : « I just got in here. I'm practically sold already » (« Je viens juste d'entrer. Je suis déjà vendu ou presque »).
- Reproach

Musique par John Stepan Zamecnik (en), jouée au cours de la chasse au renard, vers la fin.

## Diffusion
Fox Pop est diffusé le 5 septembre 1942 aux États-Unis. Il est à nouveau sorti le 28  septembre 1946 sous Blue Ribbon. Il entre dans le domaine public après des années de non-renouvellement du copyright.
Bien que le cartoon Fox Pop soit absent des collections officielles Looney Tunes / Merrie Melodies sur DVD et Blu-ray, le court métrage est sorti sur The Golden Age of Looney Tunes Volume 4 en LaserDisc, paru le 14 juillet 1993.